# Vibrio parahaemolyticus
Vibrio parahaemolyticus és un bacteri corbat gram negatiu que es troba en les aigües salobres del mar, i quan s'ingereix causa malalties gastrointestinals en els humans. V. parahaemolyticus és un organisme aeròbic facultatiu i no forma endospores com ho fan altres membres del gènere Vibrio, és mòtil amb un flagel simple i polar.

## Patogènesi
Com que la infecció pot ocórrer per la via fecal-oral, la ingestió de bacteris per marisc cru o poc cuinat (generalment les ostres) és la principal causa de la gastroenteritis aguda que provoca aquest bacteri. També hi pot haver infeccions per ferides però són menys comunes que les alimentàries. No està encara del tot clar el mecanisme d'infecció de V. parahaemolyticus.

## Epidemiologia
Els brots tendeixen a concentrar-se al llarg de zones litorals durant l'estiu i principi de la tardor. A més de les ostres altres animals marins hi poden estar implicats com calamars, tonyina, sardines, crancs, gambes i bivalvs com ostres i cloïsses. El període d'incubació de 24 hores és seguit per una diarrea aquosa explosiva acompanyada de nàusees, vòmits, mals abdominals i de vegades febre. Els símptomes per Vibrio parahaemolyticus típicament es resolen en 72 hores però poden persistir fins a 10 dies en individus immunodeficients. En la gran majoria dels casos la infecció està autolimitada i no cal tractament. En casos severs està indicat la substitució de fluids i electròlits.
Addicionalment el nedar o treballar en zones afectades pot donar lloc a infeccions en ulls i orelles com també en ferides obertes. Després de l'huracà Katrina,hi va haver 22 infeccions de ferides per vibrio de les quals 3 ho eren per V. parahaemolyticus i d'aquestes 2 van ser mortals.

## Hostes
Els hostes de Vibrio parahaemolyticus inclouen:
- Clithon retropictus[6]
- Nerita albicilla[6]